# نیکول اولد
نیکول اولد (انگلیسی: Nicole Ohlde؛ زادهٔ ۱۳ مارس ۱۹۸۲) بازیکن بسکتبال اهل ایالات متحده آمریکا است.
از باشگاه‌هایی که در آن بازی کرده‌است می‌توان به فینکس مرکوری اشاره کرد.